# Alive (musikgrupp)
Alive startade 2002 som ett projekt av Musikverkstan. Gruppen bestod av:
- Magnus Lindqvist, bas och sång från Valbo
- Fredrik Englund, sång och gitarr från Skåne.
- Mikael Gunnerås, klaviarur och sång från Gävle.
- Andreas Petersson, gitarr och sång från Mönsterås.
- Johan Andersson, trummor och sång från Hultsfred.

Gruppen hade sin scendebut i Bingolotto 2002 och deltog i melodifestivalen 2003 med låten "Ingen annan" samt i Svenska dansbandsmästerskapen 2003.